# Björn Dixgård
Björn Hans-Erik Dixgård (Falun, 8 maggio 1981) è un cantante e chitarrista svedese.
Dal 1999 è uno dei due frontman del gruppo musicale garage rock Mando Diao insieme a Gustaf Norén.